# Rhamphomyia bifasciata
Rhamphomyia bifasciata är en tvåvingeart som först beskrevs av Rossi 1794.  Rhamphomyia bifasciata ingår i släktet Rhamphomyia och familjen dansflugor.
Artens utbredningsområde är Italien. Inga underarter finns listade i Catalogue of Life.